# Protaetia wiebesi
Protaetia wiebesi är en skalbaggsart som beskrevs av Miksic 1966. Protaetia wiebesi ingår i släktet Protaetia och familjen Cetoniidae. Inga underarter finns listade i Catalogue of Life.